# Melissa Martínez (actriz)
Melissa Martínez (Barranquilla, 14 de noviembre de 1979) es una actriz, modelo y cantante colombiana.

## Biografía
Nació en Barranquilla, Colombia. Es hija de la periodista Nelly Romero Sosa, actriz y personalidad de la radio y Guillermo Martínez Navarro, periodista y personalidad de la radio también. Comenzó su interés en la industria artística a los 8 años, cuando su madre la llevó a ser parte de la escena de la serie de televisión de comedia que estaba actuando en la ciudad de Barranquilla, llamada "Que Sainete". Desde ese día Melissa ha participado en obras de teatro, espectáculos de danza, coro, y en la orquesta de la escuela como cantante principal. Asistió a la escuela católica y se graduó en Comunicación Social y Periodismo de la Universidad Autónoma del Caribe en su ciudad natal.

## Trayectoria
Melissa ha hecho numerosas apariciones en la televisión. En 1998 y 2000, al mismo tiempo que Melissa estaba estudiando comunicación social, trabajaba como actriz principal en la comedia llamada "Cual Es La Vaina" en Barranquilla, Colombia. En 2007 trabajó como coanfitriona y modelo para el show de Telemundo "Buena Fortuna" en Telemundo. En el mismo año fue nombrada Miss Simpatía en Long Beach Grand Prix en Long Beach, California. En 2008 Melissa hizo un papel secundario en la película " The Crown underneath her feet ". En 2009 participó en la película "Life Death vs", en el mismo año se dispara la comedia piloto de NBC llamado "The good Life" y es la chica del clima en el Canal 22 de Los Ángeles. En 2011 trabajó como actriz y modelo para el famoso cantante mexicano Cristian Castro en el video musical "Lo dudo". En 2012 Melissa fue anfitriona de una mística nacional y entretenimiento show Astroloko en LATV.
Actualmente, Melissa trabaja en el programa de televisión nacional "El Pelado de la Noche" en Azteca América.

## Filmografía
| Year | Title                                            | Role                  | Notes                                                 |
| ---- | ------------------------------------------------ | --------------------- | ----------------------------------------------------- |
| 2007 | Buena Fortuna                                    | coanfitriona y modelo | Telemundo Show                                        |
| 2008 | The Crown underneath her feet                    | Papel secundario      |                                                       |
| 2009 | Life vs Death                                    |                       |                                                       |
| 2009 | The good Life                                    |                       |                                                       |
| 2009 | Canal 22 (Channel 22) Canal de tv en Los Ángeles | Chica de Clima        |                                                       |
| 2010 | Acceso Total                                     | Herself               | Host                                                  |
| 2011 | Video Lo Dudo                                    | Actriz y Modelo       | Video musical para el famoso cantante Cristian Castro |
| 2011 | Buenos Días Amor/Music Video/Cristian Castro     | Herself               | Bikini Pool Girl                                      |
| 2012 | Astroloko                                        | Anfitriona            | LATV                                                  |
| 2012 | El Pelado de la Noche Azteca America             | Anfitriona            |                                                       |
| 2013 | Grandma's Kitchen/Cooking Traveling Show         | Herself               | Host                                                  |